# Tephrochlamys fuscinervis
Tephrochlamys fuscinervis är en tvåvingeart som först beskrevs av Zetterstedt 1847.  Tephrochlamys fuscinervis ingår i släktet Tephrochlamys och familjen myllflugor.
Artens utbredningsområde är Sverige. Inga underarter finns listade i Catalogue of Life.